# ویتینسویل (ماساچوست)
ویتینسویل، ماساچوست (انگلیسی: Whitinsville, Massachusetts) روستایی در ماساچوست ایالات متحده آمریکاست.